# Фрадкин, Герман Ефимович
Герман Ефимович Фра́дкин (1904—1993) — советский сценарист и драматург, режиссёр документального кино. Заслуженный работник культуры РСФСР (1971).

## Биография
Родился 25 января (7 февраля) 1904 года в Екатеринославе.
Окончил Московский плановый институт. 26 декабря 1937 года (после расстрела брата) был уволен с поста заместителя начальника 3-го отдела УГБ НКВД Мордовской АССР (младший лейтенант государственной безопасности, 1935).
Работу в кино начал в 1938 году в «Союзинторгкино» (Москва). В 1943—1949 годах был редактором на ЦСДФ. С 1952 года выступал как сценарист научно-популярного кино, автор диафильмов, ответственный редактор Центральной студии научно-популярных фильмов. Член ВКП(б) с 1925 года. Персональный пенсионер союзного значения (1987).
Похоронен в Москве на Новодевичьем кладбище, участок № 4 в родственной могиле.

## Семья
- Жена — Ольга Фёдоровна Моисеева (1904—1968), балерина Большого театра, заведующая балетной труппой.
- Брат — Борис Михайлович Волин, историк, филолог, журналист.
- Сестра — Ася Фрадкина, погибла во время Гражданской войны.
- Брат — Александр Ефимович Фрадкин (1895—1937), лётчик, военком Московской авиашколы, дипкурьер, директор завода № 133 Глававиапрома и инженерных отделов торгпредства СССР во Франции и Амторга в США, полковник; расстрелян[1][2][3].
- Сестра — Раиса Ефимовна Фрадкина (1901—1985), была замужем за карикатуристом Б. Е. Ефимовым[4].
- Сестра — Софья Ефимовна Черток (1905—?), сотрудница Экономического управления НКВД, была замужем за майором госбезопасности Л. И. Чертоком[5].

## Фильмография
- 1959 — Плюс электрификация
- 1960 — Рукописи Ленина
- 1961 — Знамя партии
- 1963 — Ленин. Последние страницы
- 1967 — Ленин в Италии
- 1967 — Гибель Пушкина
- 1968 — На Капри у Горького (Итальянская страница)
- 1970 — Алгебра революции (совместно с Б. В. Яковлевым)
- 1973 — Рождение партии
- 1976 — Ленин. Последнее подполье
- 1977 — Лариса Рейснер
- 1978 — От Парижской Коммуны к Октябрю

## Награды и премии
- заслуженный работник культуры РСФСР (1971)
- Государственная премия РСФСР имени братьев Васильевых (1966) — за сценарии фильмов «Рукописи Ленина»(1960), «Знамя партии» (1961), «Ленин. Последние страницы» (1963)
- Ломоносовская премия (1960) — за фильм «Плюс эликтрификация»

## Фильмография
- Днепр — Cлавутич. Большая история большой реки (режиссёр, творческое объединение «Экран», 1970)[6]